# 瓶形隙蛛
瓶形隙蛛（学名：Coelotes guttatus）为暗蛛科隙蛛属的动物。在中国大陆，分布于湖南等地。该物种的模式产地在湖南浏阳。